# The Transgression of Manuel
Pour plus de détails, voir Fiche technique et Distribution.
The Transgression of Manuel est un film muet américain réalisé par Allan Dwan et sorti en 1913.

## Synopsis
Manuel, un mexicain, aime sa femme plus que la vie. Lorsqu'elle tombe malade, il ne sait plus que penser et se persuade qu'aucun médecin ne pourra la sauver…

## Fiche technique
- Réalisation : Allan Dwan
- Durée : 10 minutes
- Date de sortie : États-Unis : 8 mars 1913

## Distribution
- Eugene Pallette : Manuel
- Wallace Reid
- George Field